# Supercopa de La Liga
La Supercopa de La Liga è la supercoppa nazionale di pallacanestro per club dell'Argentina. Organizzata dall'Asociación de Clubes de Básquetbol vede confrontarsi la squadra campione della Liga Nacional de Básquet e quella di una delle varie coppe nazionali organizzate durante gli anni; dall'edizione 2023 si disputata tra il campione della Liga Nacional de Básquet e il campione della Copa Súper 20.

## Storia
Con una storia relativamente recente, iniziata nel 2017, la Supercopa de La Liga ha visto trionfare club di alto livello e mettere in luce giocatori che hanno lasciato il segno. Il San Lorenzo è stato il dominatore delle prime edizioni, conquistando i titoli del 2017 e 2018. Nella prima finale, superò il Regatas Corrientes per 74 a 67 al Palacio de los Deportes de Obras, con una prestazione eccezionale di Gabriel Deck, premiato come MVP. L’anno successivo, il Cuervo replicò l’impresa battendo il San Martín de Corr. per 85 a 84 al Héctor Etchart, in una sfida molto combattuta.
Il dominio di San Lorenzo si è però interrotto nel 2021, quando il titolo fu conquistato dal Quimsa, che sconfisse nettamente lo stesso San Lorenzo per 88 a 69 al Templo del Rock, con Eric Anderson premiato come miglior giocatore. Nel 2022, fu invece l'IACC Córdoba a sorprendere tutti, battendo il Quimsaper 86 a 81 a Puerto General San Martín, con Tayavek Gallizzi protagonista assoluto e nominato MVP.
Nel 2023, il Quimsa è tornata al successo, imponendosi su Gimnasia per 86 a 71 a Jujuy, con Juan Ignacio Brussino che ha ricevuto il riconoscimento di miglior giocatore della partita.
Nell’edizione 2024, la Supercopa de La Liga ha visto un nuovo protagonista: il Boca Juniors, che ha conquistato il trofeo per la prima volta nella sua storia. Il club xeneize ha battuto la Quimsa in finale con il punteggio di 71 a 68, in una partita equilibrata e intensa disputata a Buenos Aires.

## Albo d'oro
| Edizione | Campione               | Risultato | Finalista                  | Allenatore campione |
| -------- | ---------------------- | --------- | -------------------------- | ------------------- |
| 2017     | San Lorenzo (LN) (TS4) | 74-67     | Regatas Corrientes (SC)    | Gonzalo García      |
| 2018     | San Lorenzo (LN)       | 85-84     | San Martín de Corr. (TS20) | Gonzalo García      |
| 2021     | Quimsa (TS20)          | 88-69     | San Lorenzo (LN)           | Sebastián González  |
| 2022     | IACC Córdoba (LN)      | 86-81     | Quimsa (TS20)              | Lucas Victoriano    |
| 2023     | Quimsa (LN)            | 86-71     | G. de Comodoro(CS20)       | Leandro Ramella     |
| 2024     | Boca Juniors (LN)      | 90-75     | Quimsa (CS20)              | Gonzalo Pérez       |

Legenda
(LN): Campione della Liga Nacional.
(CS20): Campione della Copa Súper 20.
(SC): Vicecampione della Liga Nacional.
(TS4): Campione del Torneo Súper 4.
(TS20): Campione del Torneo Súper 20.

## Titoli per squadra
| Squadra             | Campioni | Finalisti | Edizioni vinte | Edizioni finale |
| ------------------- | -------- | --------- | -------------- | --------------- |
| Quimsa              | 2        | 2         | 2021, 2023     | 2022, 2024      |
| San Lorenzo         | 2        | 1         | 2017, 2018     | 2021            |
| IACC Córdoba        | 1        | -         | 2022           | -               |
| Boca Juniors        | 1        | -         | 2024           | -               |
| Regatas Corrientes  | -        | 1         | -              | 2017            |
| San Martín de Corr. | -        | 1         | -              | 2018            |
| G. de Comodoro      | -        | 1         | -              | 2023            |

## MVP Supercopa
| Edizione | Nazionalità   | Giocatore        | Squadra       |
| -------- | ------------- | ---------------- | ------------- |
| 2017     | Argentina     | Gabriel Deck     | San Lorenzo   |
| 2018     | non assegnato | non assegnato    | non assegnato |
| 2021     | Stati Uniti   | Eric Anderson    | Quimsa        |
| 2022     | Argentina     | Tayavek Gallizzi | IACC Córdoba  |
| 2023     | Argentina     | Nicolás Brussino | Quimsa        |
| 2024     | Argentina     | Martín Cuello    | Boca Juniors  |